# Nicolae Oaidă
Nicolae Oaidă (n. 9 aprilie 1933, Bod, județul Brașov – d. 18 ianuarie 2025,  București) a fost un fotbalist român care a jucat și pentru Echipa națională de fotbal a României. A debutat în 1957, sfârșindu-și cariera în 1969. În acest răstimp, a marcat 76 goluri în 236 de meciuri, dintre care unul pentru națională.
A fost antrenor și jurist. Maestru al sportului. Cea mai mare parte a carierei a jucat-o la Progresul, între 1957 și 1969, fiind un simbol al echipei bancare. În Divizia A a debutat însă la Dinamo Brașov (pe-atunci se numea Orașul Stalin), în 1954. Echipă care avea să se mute anul următor la Bacău, devenind Dinamo Bacău. La această mutare a participat și Oaidă care a evoluat un sezon sub această denumire, după care a trecut la Progresul. A totalizat 236 de jocuri de divizie A, marcând 79 de goluri. Cu Progresul a câștigat Cupa României în 1959/60. Înainte de Dinamo Brașov, mai fusese legitimat la Steagul Roșu Brașov tineret (1946-1950) și la Locomotiva CFR Brașov (1951-1953).
În echipa națională a României a jucat de 6 ori, înscriind un gol. A mai strâns meciuri în echipa olimpică, unul, în naționala B, de 4 ori și în cupele europene de 2 ori.
Activitatea de antrenor a început-o la Flacăra Roșie București, în Divizia C 1969/70. Din 1971, timp de doi ani a fost angajatul Federației Libiene, ca antrenor al echipei naționale și al formației de club El-Ahly Benghazi.
La reîntoarcerea în țară a antrenat mai multe divizionare, printre care Mureșul Deva (1974/75), Viitorul Vaslui (1975/76), Progresul București (1977/78), Tractorul Brașov (1978/79), Jiul Petroșani (1979/80), Autobuzul București (1981/82). În 1983 s-a reîntors în Africa, dar în Maroc, apoi a revenit în țară la Metalul București, în anul 1984/85. Din nou Maroc (1987-1991), apoi Egipt (1993/94), iar mai poi antrenor federal în cele două țări, câteva luni în anul 1995.
Cu ocazia aniversării a 75 de ani de la naștere, Oaidă a fost numit președinte de onoare al echipei de fotbal Progresul București.